# Ligne 6d (CFL)
La ligne 6d Tétange - Langengrund est une courte ligne de chemin de fer de 3,3 km reliant Tétange à la cimenterie de Langengrund (lb).
Exploitée par la Direction générale impériale des chemins de fer d'Alsace-Lorraine en 1884, par l'Administration des chemins de fer d'Alsace et de Lorraine après 1919, par la SNCF après 1938 puis par la Deutsche Reichsbahn après 1940, elle est exploitée depuis 1946 par la société nationale des chemins de fer luxembourgeois. 

## Histoire
La ligne est mise en service le 29 septembre 1884 par la Société royale grand-ducale des chemins de fer Guillaume-Luxembourg en lien avec la desserte des mines autour de Rumelange, tout comme l'actuelle ligne 6k. De nos jours elle dessert la cimenterie Intermoselle (lb) située à Langengrund (lb), une localité de la commune de Rumelange.
Elle est électrifiée le 26 février 1980.
L'unique tunnel de la ligne est détruit durant le premier trimestre 2022 et est remplacée par une tranchée ouverte.

## Caractéristiques

### Tracé
Longue de 3,3 kilomètres, la ligne relie Tétange à la cimenterie Intermoselle (lb). D'orientation nord-sud, elle est électrifiée en 25 kV – 50 Hz et est à voie unique et à écartement normal (1 435 mm).
Le tracé de la ligne, qui dessert le sud du Luxembourg n'est pas très favorable, avec une pente maximale de 24 ‰. Cela se traduisait par la présence d'un tunnel jusqu'en 2022,.

### Infrastructures

#### Signalisation
La ligne est équipée de la signalisation ferroviaire luxembourgeoise et du Système européen de contrôle des trains de niveau 1 (ETCS L1), ce dernier cohabite jusqu'au 31 décembre 2019 avec le Memor II+.

#### Gares
La ligne comporte une gare disposant des installations de « gare de formation », la gare de Tétange.

#### Vitesses limites
La vitesse limite est de 40 km/h sur l'ensemble de la ligne.

## Trafic
La ligne est empruntée exclusivement par les trains desservant la cimenterie.